# Milenio Panthers
El Milenio Club Patín, conegut també com a Milenio Panthers, és un club d'hoquei sobre gel, cúrling, patinatge artístic sobre gel i hoquei sobre patins en línia de la ciutat de Logronyo, a La Rioja. Va ser fundat l'any 2005 i, des del 2006, va donar el salt als esports de gel davant la imminent inauguració de la pista de gel al Centre Esportiu Municipal Lobete. L'equip masculí d'hoquei sobre gel competeix des de l'any 2009 i el femení des de l'any 2010.
La principal fita del equip masculí ha estat guanyar en dues ocasions la segona divisió estatal les temporades 2009-10 i 2015-16. Pel que fa a l'equip femení, van aconseguir ser finalistes de la Copa de l'any 2014, on van caure clarament a la final davant el SAD Majadahonda. Actualment ambdós equips disputen la màxima categoria estatal.